# Hilara hybrida
Hilara hybrida är en tvåvingeart som beskrevs av Collin 1961. Hilara hybrida ingår i släktet Hilara och familjen dansflugor. Arten är reproducerande i Sverige. Inga underarter finns listade i Catalogue of Life.